# Пилар-ди-Гояс
Пилар-ди-Гояс (порт. Pilar de Goiás)  —  муниципалитет в Бразилии, входит в штат Гояс. Составная часть мезорегиона Центр штата Гойас. Входит в экономико-статистический  микрорегион Серис. Население составляет 2226 человек на 2006 год. Занимает площадь 906,648 км². Плотность населения — 2,5 чел./км².
Праздник города — 5 октября.

## История
Город основан в 1741 году.

## Статистика
- Валовой внутренний продукт на 2003 год составляет 19 294 210,00 реалов (данные: Бразильский институт географии и статистики).
- Валовой внутренний продукт на душу населения на 2003 год составляет 7051,98 реалов (данные: Бразильский институт географии и статистики).
- Индекс развития человеческого потенциала на 2000 год составляет 0,700 (данные: Программа развития ООН).